# 롯데멤버스
롯데멤버스는 롯데그룹의 멤버십 서비스를 관리하는 기업이다. 

## 사업

### L.POINT(엘포인트)
롯데그룹의 온오프라인 통합회원제도이자 마일리지 프로그램. 2006년 롯데카드에서 롯데멤버스라는 이름으로 출시했다. 
출시 당시 포인트 유효기간은 롯데카드 사용에 따른 포인트는 5년이었으나 2014년 11월 1일부터 적립되는 롯데카드 이용 적립 포인트는 유효기간이 평생으로 변경되었다. 또한 롯데 제휴사 적립 포인트의 유효기간도 기존 2년에서 5년으로 변경되었다.
2010년 3월 회원수가 2천만명을 넘어섰다.
2013년 12월 인도네시아에서 롯데멤버스를 출시했다.
2015년 1월 1일 롯데카드(주) 멤버스 사업부문을  분사하여 롯데멤버스(주)를 설립하였다.
2015년 4월 20일 롯데그룹 온라인 통합회원제인 롯데패밀리와 통합하여 브랜드명이 L.POINT로 변경되었다. 사명은 롯데멤버스(주)로 유지되었다.
2016년 3월 베트남에서 L.POINT를 출시했다.
2024년 3월 28일부터 신용카드를 이용한 L.POINT 충전을 지원한다. 단, 충전 시 3%의 수수료가 부과된다.

### L.PAY(엘페이)
간편결제 서비스인 L.PAY를 2015년부터 서비스 중이다. 다른 바코드 기반 간편 결제 서비스와 같이 바코드를 매장에 제시하면 등록된 카드 및 계좌로 간편하게 결제가 가능하다. 롯데그룹 계열사 매장에서 엘페이 결제 시 엘포인트가 자동으로 적립된다.
롯데백화점, 롯데마트, 롯데시네마, 롯데홈쇼핑, 롯데리아 등의 롯데그룹 계열사 매장 및 사이트에서 주로 이용 가능하며 KFC, S-OIL, 전자랜드 등 제휴된 타사 서비스에서도 이용 가능하다.
출시 당시에는 (주)마이비에서 운영했으나 2016년 7월 1일 부로 L.POINT를 관리하는 롯데멤버스(주)로 이관되었다.
국내 최초로 음파 결제를 이용한 결제인 L.pay 웨이브를 2017년 4월 26일 정식 출시하였다. 바코드 스캔없이 스마트폰과 POS 단말기 간 비가청음파를 통해 결제가 가능하다. 별도의 단말기 교체가 필요가 없고 고객의 스마트폰 OS에 무관하게 이용 가능하다는 장점이 있었다. 롯데슈퍼를 시작으로 순차적으로 사용처가 추가되어 롯데백화점, 세븐일레븐, 롯데마트, 롯데하이마트, 롯데월드 어드벤처 등에서 사용 가능했으나 2022년 7월 28일 서비스 종료하였다.
기존에는 엘포인트와 엘페이 앱이 별도로 운영되었으나 2021년 4월 21일 통합되었다. 기존의 엘페이 앱은 2021년 7월 13일 서비스 종료했다.